# بیوتی گونزالس
بیوتی گونزالس، با نام تولد کریستین ماری لوچه گونزالس-کریزولوگو (تلفظ در زبان زبان تاگالوگ: [gɔnˈsalɛs kriˈsolɔgɔ]) (زاده ۷ خرداد ۱۳۷۰)، بازیگر فیلیپینی است.

## زندگی‌نامه
بیوتی گونزالس در شهر دوماگوئت کشور فیلیپین زاده شد. پدر او قبلاً یک بازیکن حرفه‌ای جای آلای در مانیل بود. مادر بیوتی اهل یک خانواده سیاسی در سبو است.